# Moderne femkamp under sommer-OL 2016 – Herrer
Mændenes moderne femkamp under sommer-OL 2016 i Rio de Janeiro blev afholdt i perioden 18.-20. august 2016. Tre steder blev anvendt: Deodoro Aquatics Centre (svømning), Deodoro Stadium (ridning og kombineret løb og skydning) og Youth Arena (fægtning).
Medaljerne blev overrakt af Timothy Fok, IOC medlem, Hong Kong og Klaus Schormann, formand for UIPM.

## Format
Den moderne femkamp består af fem arrangementer, der alle afholdes på samme dag. Formatet var lidt forskellig fra den typiske moderne femkamp, med to begivenheder der kombineres ved slutningen.

## Tidsoversigt
Alle tider i brasiliansk tid (UTC-3)
| Dato                     | Tid   | Runde                      |
| ------------------------ | ----- | -------------------------- |
| Torsdag, 18. august 2016 | 14:30 | Fægtning (Rankingsrunde)   |
| Lørdag, 20. august 2016  | 12:00 | Svømning                   |
| Lørdag, 20. august 2016  | 14:00 | Fægtning (Bonusrunde)      |
| Lørdag, 20. august 2016  | 15:30 | Ridning                    |
| Lørdag, 20. august 2016  | 18:00 | Kombineret løb og skydning |